# Макуй
Маку́й (рос. Макуй) — присілок у складі Слободо-Туринського району Свердловської області. Входить до складу Сладковського сільського поселення.
Населення — 225 осіб (2010, 298 у 2002).
Національний склад населення станом на 2002 рік: росіяни — 97 %.